# معشوق جاودان (فیلم)
معشوق جاودان (به انگلیسی: Immortal Beloved) فیلمی در ژانر زندگی‌نامه‌ای، موزیکال، درام و رمانتیک به کارگردانی برنارد رز است که در سال ۱۹۹۴ منتشر شد.

## موضوع فیلم
موضوع اصلی این فیلم، آخرین وصیت‌نامه و همچنین نامهای است از لودویگ فان بتهوون، آهنگساز بزرگ آلمانی، که با عنوان معشوق جاودان از او باقی مانده‌است. در این فیلم به این موضوع پرداخته شده که مخاطبِ نامه‌ای که بتهوون نوشته، اما هرگز آن را برای کسی نفرستاده، کیست.

## گری اولدمن و نوازندگی در فیلم
گری اولدمن، در فیلم معشوق جاودان، که ایفاگر نقش بتهوون بود، نوازندگی همهٔ قطعات مربوط به بتهوون را خودش بر عهده گرفت. گری به مدت شش هفته و هر روز به مدت شش ساعت، در اتاق یک هتل به تمرین نواختن پیانو پرداخت، و در طول تحقیقاتش دربارهٔ بتهوون، سعی کرد به‌طور کامل در شخصیت وی غوطه‌ور شود. در مصاحبه‌ای در سال ۱۹۹۷، ضمن تحسین، به گری اولدمن گفته شد که در طول صحنه‌های نوازندگیِ معشوق جاودان، خیلی خوب ادای موسیقیدانها را درمی‌آورَد. گری هم در ادامه خندید و گفت که تمام قطعات را خودش نواخته‌است.

## بازیگران
- گری اولدمن — لودویگ فان بتهوون
- یرون کرابه — آنتون فِلیکس شیندلِر، دوست نزدیک و دستیارِ بتهوون
- ایزابلا روسلینی — آنا-ماری اِردودی، دوست بتهوون
- یوهانا تر اشتیخه — یوهانا رایس [یوهانا فان بتهوون]، زنِ برادرِ بتهوون
- کریستوفر فالفولد — کاسپار، برادرِ بتهوون
- مایکل کالکین — یاکوب هوچِوار
- مارکو هوفشنایدر — کارل، برادرزادهٔ بتهوون
- میریام مارگولیس — نانِت اشترایشِرووا
- بری هامفریز — کلِمِنس مِتِرنیخ
- والریا گولینو — جولیِتا گیچاردی، دوست بتهوون
- الکساندرا پیگ — تِرِز اوبِرمایِر
- گِنو لِخنِر — یوزِفینه فون برونسویگ، دوست بتهوون
- کلودیا سولتی — تِرِزا فون برونسویگ، دوست بتهوون
- دونال گیبسون
- روبی رز
- فینتان مک‌کیوئن
- لوئیجی دیبرتی